# Bruckberg, Ansbach
Bruckberg là một đô thị ở huyện Ansbach bang Bayern nước Đức. Đô thị Bruckberg, Ansbach có diện tích 7,62 km², dân số thời điểm ngày 31 tháng 12 năm 2006 là 1317 người.